# Pachydactylus monticolus
Pachydactylus monticolus är en ödleart som beskrevs av  Vivian William Maynard Fitzsimons 1943. Pachydactylus monticolus ingår i släktet Pachydactylus och familjen geckoödlor. Inga underarter finns listade i Catalogue of Life.